# Els gossos de palla
Els gossos de palla (títol original en anglès Straw Dogs), és una pel·lícula britànica-estatunidenca dirigida per Sam Peckinpah, estrenada el 1971 i doblada al català.

## Argument
David, un jove matemàtic estatunidenc, va a viure amb la seva dona a Cornualla per concentrar-se en les seves recerques. David contracta joves obrers del poble per reparar la granja que acaben turmentant la parella partidària de la noviolència. El setge s'intensifica quan ataquen la granja després que David ha assumit la defensa de Harry Niles, l'idiota del poble, acusat d'homicidi. L'arquitectura moral d'un home preocupat per la calma i pel benestar esclata sobtadament i esdevé un llop entre els llops, la bestialitat latent dels quals frisa per exterioritzar-se. David aplica la intel·ligència al servei de la seva supervivència i elabora trampes que el fan resistir als seus atacants. Les seves conviccions pacífiques són destruïdes, la seva repugnància a matar és dissipada per sempre pels actes que cometrà. David, tot defensant-se contra aquesta maror de crueltat, descobreix les seves capacitats i destil·la al seu torn l'equivalent moral del que rep.

## La pel·lícula

### Guió
El 1970, Sam Peckinpah és proposat per dirigir Deliverance (1972), però no la farà per dissensions amb Warner Bros. Finalment és John Boorman qui realitzarà la pel·lícula.
El productor Daniel Melnick el proposa per adaptar la novel·la The Siege of Trencher's Farm de la qual ha obtingut els drets. Els guionistes la adapten i es prenen llibertats amb l'obra de l'autor escocès, afegint una escena de violació i no guardant del text original més que l'agressió de la parella a la seva granja. El títol Straw Dogs (Els gossos de palla) és tret d'una traducció del Daodejing:
| «                                 | Rudes són el cel i la terra que tracten el poble com gossos de palla. Rude és el savi que tracta el poble com gos de palla. | » |
| — Lao Tse, verset V del Daodejing | |   |

.
En la redacció del guió, Peckinpah s'assabentà dels escrits de l'antropòleg Robert Ardrey, African Genesis i The Territorial Imperative, la tesi principal dels quals és que els comportaments humans són moguts per instints animals. Aquest postulat servirà de base en el relat del film. No es tracta d'una pel·lícula sobre l'autodefensa, sinó d'una pel·lícula sobre una reacció instintiva als atacs dels vilatans per part d'un home que per principi es nega a recórrer a la violència. Així, doncs, la violació de la dona del professor no és el motiu del desencadenament de violència d'aquest.

### Repartiment
Peckinpah pensà per al paper del professor amb Jack Nicholson, Beau Bridges, Stacy Keach, Sidney Poitier o Donald Sutherland, i pel de la seva esposa amb Judy Geeson, Jacqueline Bisset, Diana Rigg, Helen Mirren, Carol White, o Charlotte Rampling, però és Dustin Hoffman qui, interessat per la història, obté el paper, i la seva esposa és encarnada per una jove actriu anglesa, Susan George, contra la voluntat de Dustin Hoffman que trobava l'actriu massa jove per al personatge. La resta del repartiment és per actors britànics, entre altres David Warner (no surt als crèdits), actor present a dues pel·lícules més de Peckinpah: La balada de Cable Hogue i  La creu de ferro.
Dustin Hoffman, deixeble del mètode de l'Actors Studio, va escollir ell mateix el vestuari i l'aspecte introvertit que corresponia a la idea que es feia del personatge.

### Rodatge
L'equip roda a Cornualla a l'extrem sud-oest del Regne Unit. Els exteriors són filmats al poble de Pluwveryan. Al començament del rodatge el director de fotografia Brian Probyn fou reemplaçat per John Coquillon. Les condicions del rodatge i la pneumònia de Peckinpah, que continuà dirigint tot cuidant-se amb alcohol, faran difícil l'atmosfera de la pel·lícula. Es crearan tensions entre els actors i el realitzador i Peckinpah es negà a utilitzar una doble per a l'escena de la violació de Susan George.

## Repartiment
- Dustin Hoffman: David Sumner
- Susan George: Amy Sumner
- Peter Vaughan: Tom Hedden
- T.P. McKenna: Major John Scott
- Del Henney: Charlie Venner
- Jim Norton: Chris Cawsey
- Donald Webster: Riddaway
- Ken Hutchison: Norman Scutt
- Len Jones: Bobby Hedden
- Sally Thomsett: Janice Hedden
- Robert Keegan: Harry Ware
- David Warner: Harry Niles (no surt als crèdits)
- Peter Arne: John Niles
- Cherina Schaer: Louise Hood
- Colin Welland: el reverend Barney Hood

## Al voltant de la pel·lícula
- El pel·lícula va donar el seu nom a un grup de pop-rock francès The Straw Dogs, així com a diversos grups rock anglesos, alemanys i americans.
- El grup de rap francès Chiens de Paille va agafar igualment el seu nom de la pel·lícula de Sam Peckinpah.

## Premis
- Oscar a la millor banda sonora per Jerry Fielding (1972)[8]